# José Gascón y Marín
José Gascón y Marín (Zaragoza, 14 de febrero de 1875-Madrid, 2 de septiembre de 1962) fue un abogado y político español, ministro de Instrucción Pública y Bellas Artes después de la dictadura del general Primo de Rivera.

## Biografía
Catedrático de Derecho Político y Administrativo en la Universidad de Sevilla en 1902, en la Universidad de Zaragoza en 1907 y en la Universidad Central de Madrid en 1916, como miembro del Partido Conservador, fue elegido diputado por Zaragoza en las sucesivas elecciones que se celebraron entre 1916 y 1923.

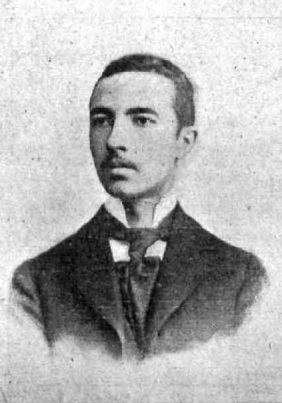
José Gascón, antes de cumplir los veintidós años.

Fue ministro de Instrucción Pública y Bellas Artes en el gobierno que, entre el 19 de febrero y el 14 de abril de 1931, presidió Juan Bautista Aznar-Cabañas. 
Como jurista publicó entre otras las siguientes obras: Nociones de Derecho Político (1909), Tratado de Derecho Administrativo (1917-22), Administración provincial: sus problemas (1942), Los sindicatos y la libertad de contratación, Mancomunidades provinciales, Municipalización de Servicios Públicos y La extradición ante el Derecho Internacional.
En enero de 1937 fue sancionado por el gobierno de la República con la separación definitiva del servicio.
Su nombre aparece en la lista de los veintidós juristas que, designados por el Ministerio de Gobernación, elaboraron el “dictamen sobre la ilegitimidad de los poderes actuantes el 18 de julio de 1936”, documento publicado el 21 de diciembre de 1938, con el fin de justificar la sublevación militar que desembocó en la guerra civil española.

## Homenajes y reconocimientos
Llevan su nombre en Zaragoza el Grupo Escolar Gascón y Marín y una calle de la ciudad.